# Stéphanie de Quinzani
Stéphanie de Quinzani (1457, Orzinuovi - 2 janvier 1530, Soncino) est une tertiaire dominicaine italienne béatifiée par le pape Benoît XIV le 14 décembre 1740.

## Biographie
Stéphanie est né dans une famille pauvre et très pieuse, à Brescia. Elle dut gagner sa vie comme servante. Son père, Lorenzo Quinzani devint tertiaire dominicain alors que Stephana était encore très jeune. Elle visita en sa compagnie le couvent dominicain où elle rencontra le bienheureux Matthieu Carreri, qui lui fit le catéchisme. Il lui annonça aussi qu'elle serait son héritière, chose qu'elle ne comprit pas avant de nombreuses années.
Dès l'âge de sept ans, elle eut des visions de saints dominicains qui la bouleversèrent au point qu'elle fit vœu de pauvreté, chasteté et obéissance. Carreri mourut alors que Stephana avait 14 ans. Après sa mort, il lui apparut, et c'est à partir de là qu'elle reçut les stigmates, comme lui les avait reçus.
À quinze ans, elle devint tertiaire dominicaine à Soncino, où elle fonda une communauté dont elle fut la première abbesse. Elle se lia d'amitié avec Osanna de Mantoue et Angèle Mérici.
Stéphanie avait une dévotion particulière pour Thomas d'Aquin. Pour lutter contre les tentations, elle l'imitait en se jetant sur une charrette remplie d'épineux.
Elle avait une sollicitude particulière pour les plus pauvres, les plus démunis, et pouvait par ailleurs miraculeusement discuter de théologie alors qu'elle n'avait jamais fait d'études. Stéphanie a aussi prédit la date de sa mort.
Après son décès, sa tombe devint rapidement un lieu de pèlerinage, et de nombreux miracles s'y déroulèrent.

## Béatification - Fête
- Le Pape Benoît XIV entérina le culte rendu à Stephanie de Quinzani en la béatifiant le 14 décembre 1740.
- Sa fête a été fixée au 2 janvier.

## Sources
- (en) Cet article est partiellement ou en totalité issu de l’article de Wikipédia en anglais intitulé « Stephana de Quinzanis » (voir la liste des auteurs).